# 國立彰化高級中學校友列表
此處列出國立彰化高級中學校友，擇其知名、具關注度者錄入。

## 學術教育
- 葉百修：曾任司法院大法官，現任世新大學法律學系兼任教授、輔仁大學法律學系兼任教授及學士後法律學系兼任副教授。
- 陳守棟：曾任員生醫院院長、彰化基督教醫院外科部主任、國家衛生研究院乳癌研究委員會委員、教育部部訂助理教授、財團法人賴和文教基金會董事長，為乳癌診斷治療專家
- 王乃三：前中臺科技大學校長（前國立成功大學附設醫院院長）
- 楊俊翔：國際數理奧林匹亞金牌得主
- 陳猷龍：南開科大校長、輔仁大學學術副校長，常年受聘為教育部高教司、技職司之諮詢委員，教育部頒贈協助技職教育有功獎
- 李羅權：中央研究院院士，國科會主任委員，曾經擔任中華民國國家太空中心主任一職，任內經歷臺灣衛星"福爾摩沙衛星二號"的成功發射，曾任國立成功大學理學院院長、國家實驗研究院院長、中央大學校長，曾代理中央研究院地球科學研究所所長
- 蔡長啟：前教育部體育司司長、前國立臺灣體育學院校長
- 謝明村：1999年中國醫藥學院校長
- 鄭政峯：美國北德州大學化學博士，曾任中興大學教務長，協助母校與中興大學合作，成立科學班。行政院環境保護署『環境保護專業獎章』學術類一等獎
- 顏鴻森：1980年獲得普渡大學機械工程博士。之後曾擔任工程師，並任教於石溪大學，曾經擔任成功大學副校長、機械工程學系講座教授、國立科學工藝博物館館長、大葉大學校長、國立成功大學博物館館長、行政院政務委員，2007年獲選教育部國家講座
- 謝博生：得到東京醫科大學醫學博士學位，歷任台大醫學院內科學講師、副教授、教授，醫學院教務主任兼附設醫院教學副院長、醫學院教務主任代理院長（2度，總代理期間1年2個月），1995年當選第12任院長，任期6年，真除臺大醫學院院長，2001年卸任
- 吳德朗：醫師，前伊利諾大學醫學院的副教授，長庚大學醫學院創院院長，國際醫院聯盟理事
- 周志中：彰化基督教醫院急診部部長，中華民國急診醫學會常務理事，彰化縣副縣長（页面存档备份，存于）
- 林昭庚：中國醫藥大學教授，臺灣中醫師公會全國聯合會名譽理事長、前總統府國策顧問、聯合國教科文組織(UNESCO)諮詢顧問及專家學者，臺灣第1個針灸學博士，也是得到教育部頒授國家中醫教授資格的第1位學者
- 黃明和：立法委員及秀傳醫療體係總裁
- 黃俊雄：高雄醫學大學中和醫院院長
- 魏　崢：振興醫院（前三軍總院）心臟科權威醫師
- 趙木榮：中山醫學大學職業安全衛生系教授兼系主任
- 張文亮：臺灣大學生物環境系統工程學系教授，研究專長為生態與工程與生態保護
- 洪焜隆：日本東京女子醫科大學醫學博士，曾任輔大醫學院副院長及國泰醫院副院長。
- 何文程：加利福尼亞大學爾灣分校物理學暨天文學系教授
- 柴御清：中州科大董事長，中興大學植物學博士，曾擔任中州技術學院副校長、彰化縣政府都市更新審議委員會委員、彰化縣幼兒體育發展協會理事長
- 唐彥博：目前擔任臺北市國立彰化高級中學校友會理事長，臺北海洋技術學院校長，曾任育達科技大學校長。
- 黃光彩：美國麻省理工學院博士，曾任美國IBM電腦公司副總裁，曾經擔任臺灣師大校長

## 文化、藝術
- 王介安：廣播主持人，曾獲六次廣播金鐘獎入圍，並獲得「最佳流行音樂節目主持人獎」，2015. 09. 金鐘獎50週年，文化部主辦「金鐘50。響」特別展中名列「廣播名人牆」。
- 陳景容：國際藝術名家，臺灣超現實主義風格的代表畫家，師大美術系退休教授
- 蔡志忠：漫畫家，1985年獲選為中華民國十大傑出青年
- 任賢齊：歌手兼演員
- 王盛弘：知名散文家，現為聯合報副刊副主任，屢獲金鼎獎、文學獎，為各類文學選集常客。
- 謝炘昊：主持人，團體浩角翔起之一，主持《食尚玩家》獲得第46屆金鐘獎最佳綜藝節目主持人獎
- 陳思宏：當過演員，現任記者、作家，國內文學獎項屢屢獲獎。[1]
- 施福珍：臺灣童謠之父，為知名童謠《點仔膠》之創作人，其1993年創作的《大鼻孔》一曲，以藝人澎恰恰的鼻孔入歌，曾被列為2001年中華民國全國學生鄉土歌謠比賽兒童組指定歌曲第一首，並獲2013年教育部推展本土語言傑出貢獻獎，1988年，第六屆鐸聲獎音樂教育特別貢獻獎，1997年，金視獎最佳主持人獎
- 吳晟：農村作家，曾任溪州國中生物科教師，2000年退休後兼任靜宜大學中國文學系講師，2016年遴聘為總統府資政
- 林君陽：導演，代表作品有《我們與惡的距離》、《愛情白皮書》、《茶金》。
- 李毅誠：Podcast節目台灣通勤第一品牌創辦人

## 政治
- 黃敏恭：曾任行政院政務副秘書長、行政院研究發展考核委員會副主任委員、臺灣自來水公司董事長、桃園縣副縣長
- 劉燈城：國立臺灣大學國際企業（管理）學系碩士，曾任合作金庫董事長、財政部常務次長及財政部國庫署署長
- 顏大和：1984年曾獲選為中華民國十大傑出青年，曾任司法官、檢察官、主任檢察官、法務部參事、檢察司司長、第11任最高法院檢察署檢察總長。
- 邱創進：前彰化縣議員，曾任臺灣環境保護聯盟會長及代表民主進步黨任職中華民國立法委員
- 林聖忠：美國亞歷桑納大學經濟研究所博士班研究，曾經擔任駐蘇黎士台北貿易辦事處主任兼中華民國駐日內瓦WTO觀察員代表團團長、經濟部政務次長及經濟部常務次長、國立台北大學亞洲研究中心主任、中華經濟研究院台灣WTO中心執行長、中國石油公司董事長、臺北市政府建設局局長，2008年獲頒臺北大學第四屆傑出校友
- 陳守煌：曾任臺北地檢署主任檢察官、臺中地檢署主任檢察官，臺北地檢署檢察長、桃園地檢署檢察長、高雄高分檢署檢察長、嘉義地方法院法官、法務部政務次長、臺灣高等法院檢察署檢察長 、現為律師 。
- 張祖恩：曾經擔任環保署署長、行政院環境保護署綜合計畫處副處長、成功大學環工系主任，工學院副院長
- 郭林勇：前立法委員，曾任法務部政務次長。2003年獲第三屆國立臺北大學傑出校友。曾經擔任彰化高中校友會理事長
- 林火燈：台灣證券交易所總經理
- 許泛舟：台灣電力公司人力資源處處長
- 陳忠：駐印尼台北經濟貿易代表處特任大使[2]

## 國防軍事
- 陳邦治：是中華民國國軍史上第一位海軍陸戰隊出身的二級上將與海軍總司令，中華民國海軍陸戰隊二級上將，曾任海軍總司令、國防部總政戰局局長、後備司令、軍管部司令、海軍陸戰隊司令、總統府戰略顧問

## 企業
- 陳條宗：現任泰興工程顧問股份有限公司 電力事業部副總經理
- 洪嘉聰：現任聯華電子（聯電）董事長(67年畢業校友)
- 王金來：現任安永聯合會計事務所董事長(67年畢業校友)
- 張明輝：資誠(PwC Taiwan)主席、資誠聯合會計師事務所所長(67年畢業校友)
- 陳忠瑞：瑞展產經董事長(67年畢業校友)
- 龔紹祖：仁寶電腦副總經理,台大電機系台大電機研究所畢業(67年畢業校友)
- 張永福：美國公司總經理,台大電機系畢業,美國普渡大學電機博士(67年畢業校友)
- 劉尊烈：協和食品公司副總經理(67年畢業校友)
- 劉志文：新環境營造有限公司董事長(67年畢業校友)
- 黃英治：上慶貿易股份有限公司董事長
- 洪三雄：國票綜合證券（股）公司董事長、紙風車文教基金會等公益董事
- 吳　健：華通電子董事長
- 施振榮：宏碁集團創辦人兼榮譽董事長暨智榮基金會董事長人 、國家文化藝術基金會董事長，也是台灣精品品牌協會創辦人暨榮譽理事長，也是南山人壽董事長。2007年APEC領袖會議臺灣代表，國立交通大學電子研究所榮譽博士，香港理工大學榮譽科技博士
- 曾鏘聲：華碩副董，協助華碩企業榮登高峰
- 施崇棠：曾任宏碁副總經理，現為華碩電腦董事長(59年畢業校友)
- 楊鴻銘：唯勝董事長，事業經營有成，關心母校，熱心付出
- 王振堂：宏碁電腦董事長，臺北市電腦商業同業公會理事長，百大全球影響力人物名單，其中臺灣宏碁電腦董事長王振堂在領袖類排名第二
- 楊銀明：建大輪胎董事長，帶領臺灣自行車產業以打團體戰的方式，來度過國際嚴苛的經營環境，進而創造臺灣自行車產業的「騎」蹟
- 劉燈城：合作金庫商業銀行董事長，曾任財政部常務次長及財政部國庫署署長
- 黃仁志：南非前鋒企業股份有限公司暨前鋒集團(Mpisi Group)董事長
- 陳賢民：達芙妮國際董事總經理兼創辦人
- 孫金泉: 台灣博林有限公司董事長，以企業的創意與資源，投入母校人才培育，提升青年視野，為臺灣教育點燈，因付出而傑出。
- 黃火煌：迪斯油壓工業股份有限公司董事長
- 莊健培：健生實業股份有限公司副董事長
- 賴本智：台大蘭園及展壯園藝（股）公司董事長兼總經理
- 林肇睢：台明將總經理
- 曾炳榮：現任無敵科技董事長

## 體育
- 辜英駿：第五屆亞洲運動會男子100公尺第八名，54年臺灣區中等學校運動會（彰中田徑隊）100公尺、400公尺大隊接力冠軍
- 李仁德：中華民國學生棒球運動聯盟秘書長
- 蔡宗儒：金門酒廠籃球隊現役球員，現任彰化高中體育老師
- 陳  前：攀登百岳；退休警官，以臺灣之名跑向全世界讓世界看到臺灣
- 張  翔：63年臺灣區中等學校運動會角力（希羅式六級）冠軍，現任臺灣師範大學教授

## 其他
- 李昌鈺：刑事鑑識專家，他鑑識過幾個重大的案件，如JonBenét Ramsey命案、OJ·辛普森案、Laci Peterson謀殺案、美軍華裔士兵陳宇暉自殺案，甚至參與調查了美國司法上最疑點重重的兩件命案：甘迺迪總統被刺殺案及其胞弟羅伯特·弗朗西斯·甘迺迪被刺案，美國紐約大學生物化學博士，曾任紐海文大學刑事科學助理教授，並出任刑事科學系主任康乃狄克州警政廳刑事化驗室主任兼首席鑑識專家、康乃狄克州州警政廳廳長，2006年李昌鈺獲選為Discovery頻道《臺灣人物誌》的6名主角之1，列席中華人民共和國第11屆全國政協會議、現任康州紐海文大學終身教授，曾參與調查萊溫斯基事件，以及九一一恐怖襲擊事件後的鑑識工作。李也數度回臺灣協助幾個重大刑案的鑑識，包括桃園縣縣長劉邦友血案、彭婉如命案、白曉燕命案、三一九槍擊事件等，最近為蘇建和案[3]